# Maria da Graça Reis
Maria da Graça da Mouta Silva Reis (18 de julho de 1972) é uma docente, deputada e política portuguesa. Ela foi deputada à Assembleia da República na XIV legislatura pelo Partido Socialista.